# Until Dawn
Until Dawn (с англ. — «До рассвета», в официальной русской локализации «Дожить до рассвета») — компьютерная игра в жанре интерактивного кино с элементами survival horror, разработанная студией Supermassive Games и изданная компанией Sony Interactive Entertainment для игровой приставки PlayStation 4 в 2015 году. 4 октября 2024 года состоялся выход ремейка игры для Windows и PlayStation 5, разработанный студией Ballistic Moon.
Сценарий игры был написан Ларри Фессенденом и Грэмом Резником, которые стремились создать игру, похожую на фильм в жанре слэшер. Команда разработчиков черпала вдохновение из различных источников, среди которых были фильмы «Зловещие мертвецы 2» и «Полтергейст», а также компьютерные игры Heavy Rain, Resident Evil и Silent Hill. Чтобы измерить уровень страха игроков во время игры и убедиться в том, что игра страшная, команда использовала результаты анализов кожно-гальванической реакции тестировщиков. Композитором Until Dawn выступил Джейсон Грейвс. Известные актёры, среди которых были Рами Малек, Хейден Панеттьер, Меган Джетт Мартин, Бретт Далтон, Джордан Фишер, Николь Блум и Петер Стормаре, приняли участие в создании анимации персонажей и озвучивании игры.
Игра получила положительные оценки от различных игровых изданий. Критики высоко оценили разветвлённую сюжетную линию, систему «эффекта бабочки», проработку окружающего мира и персонажей. Игра получила несколько наград, а также была номинирована на премию Golden Joystick Awards в категории «Игра года для PlayStation». В 2016 году Supermassive Games выпустила спин-офф игры Until Dawn: Rush of Blood для PlayStation VR, а в 2018 году вышел приквел The Inpatient.

## Игровой процесс

В Until Dawn игроку приходится быстро принимать решения, которые могут иметь непредвиденные последствия

Until Dawn — это игра в жанре интерактивной драмы, в которой игрок управляет восемью молодыми людьми, которые должны выжить на горе Блэквуд, пока на рассвете они не будут спасены. Игровой процесс состоит из комбинации сюжетных сцен и исследований с видом от третьего лица. Игрок управляет персонажами в линейном игровом мире и занимается поиском подсказок, предметов и тотемов, которые дают ему возможность предугадать, что может произойти дальше по сюжету игры. Внутриигровая система отслеживает все сюжетные подсказки и секреты, которые были обнаружены игроком, даже при неоднократном перепрохождении игры. Until Dawn также включает в себя Quick Time Event — сцены, требующие от игрока быстро нажать случайно определённую игрой кнопку; один из типов QTE заключается в попытке избежать угрозы, удерживая при этом контроллер как можно неподвижнее.
В основе сюжета положена теория «эффекта бабочки». На протяжении всей игры игрок будет принимать трудные решения с точки зрения этических и моральных принципов. Ему придётся жертвовать одним персонажем, чтобы спасти другого. Любой выбор игрока может привести к непредвиденным последствиям в дальнейшем. На некоторые решения отводится ограниченное время. Этот выбор также влияет на сюжетную линию и взаимоотношения между персонажами. Игрок может посмотреть сведения о характере и особенностях персонажа, которым он управляет, а также его отношения с другими героями. Все восемь персонажей могут умереть к финалу игры, в зависимости от решений игрока. Смерть персонажа необратима; сюжет игры подстраивается под произошедшие события. Строгая система автосохранения не позволяет игроку вернуть жизнь убитому герою с помощью перезагрузки. Это делает невозможным отмену выбора с неблагоприятным исходом. Единственным способом изменить выбор игрока является перезапуск игры или же прохождение её до финала и запуск заново. Существуют сотни концовок, которые являются результатами 22 важных решений, которые игрок может сделать в игре.
Until Dawn разделена на 10 глав. Между главами есть сцены, в которых доктор Хилл (Петер Стормаре), обращается к игроку напрямую (как бы разрушая четвёртую стену), анализируя его страхи и сделанный им выбор. Так, например, предметы, которые появляются в кабинете доктора, соотносятся с ответами, которые игрок даёт во время одного из сеансов.

## Сюжет игры
Сюжет игры разделён на два временных отрезка с перерывом в год.
2 февраля 2014 года десять молодых людей: Джошуа Вашингтон (Рами Малек), его младшие сёстры-близняшки Бэт и Ханна Вашингтоны (Элла Лентини), Саманта Гиддингс (Хейден Панеттьер), Майкл Монро (Бретт Далтон), Джессика Райли (Меган Джетт Мартин), Кристофер Хартли (Ноа Флейс), Эшли Браун (Галадриель Стинман), Мэттью Тейлор (Джордан Фишер) и Эмили Дэвис (Николь Блум) собрались в коттедже, принадлежащем семье Джоша, в Блэквуд Пайнс на горе Вашингтон в Канаде, для ежегодного зимнего отдыха. В начале всё шло своим чередом, но после того, как Ханна стала жертвой довольно неоднозначного розыгрыша, она убегает из коттеджа без тёплой одежды в сильную метель. Чтобы разыскать Ханну и убедить её вернуться назад, Бэт тоже покидает коттедж. Найдя Ханну, Бэт вместе с ней пытается найти путь назад. Но в этот момент они слышат устрашающие звуки в лесу и им приходится бежать от невидимого преследователя (Ларри Фессенден). В процессе бегства Ханна и Бэт срываются с обрыва и разбиваются насмерть. Ни друзья, ни полиция не обнаруживают их тела.
Год спустя Джош вновь приглашает семерых друзей на зимний отдых в Блэквуд, чтобы отдать дань памяти своим пропавшим сёстрам и таким образом начать жить дальше. Никто не отказывается и все прибывают в Блэквуд Пайнс. Через некоторое время группа разделяется: Майк и Джессика идут в гостевой домик, Мэтт и Эмили возвращаются на станцию канатной дороги, чтобы забрать одну из забытых вещей Эмили, а Сэм идёт наверх, чтобы принять ванну, перед этим пробравшись в дом с Джошем, Крисом и Эшли. Ещё через некоторое время начинают происходить странные события. Когда Майк и Джессика прибудут в домик, Джесс утащит неизвестное существо, и Майк последует за ними в шахту. В процессе он добирается до заброшенной психиатрической лечебницы и узнаёт об инциденте, случившемся в местных пещерах в 1952 году, когда 30 шахтёров оказались в ловушке в результате обвала в шахтах. Тем временем некий маньяк похищает Эшли и Джоша и вырубает Криса. Через некоторое время Крис приходит в себя и идёт на поиски Эшли и Джоша, он находит их обоих прикованными к гигантской смертельной машине с циркулярной пилой. Маньяк говорит Крису выбрать между Эшли или Джошем, но какой бы он не совершил выбор, это приводит к смерти Джоша. Эмили и Мэтт, узнав о судьбе Джоша, пытаются покинуть гору через канатную дорогу, однако по прибытии находят её запертой. Затем они поднимаются на радиовышку и связываются с рейнджером парка, который говорит, что помощь к ним не прибудет до рассвета. Внезапно вышка начинает падать и от действий игрока будет зависеть жизнь Мэтта, а Эмили же в любом случае попадает в шахту.
Когда Крис, Эшли, Сэм и Майк собираются в подполье, Псих раскрывает свою личность — им оказывается Джош, который «разыгрывал» своих друзей в отместку за исчезновение его сестёр, но при этом он отрицает убийство Джессики; Майк и Крис связывают его и оставляют в сарае. В шахте Эмили находит голову Бет и пометки Ханны, и понимает, что последняя пережила падение. Затем она встречает незнакомца, который вооружён огнемётом, и который помогает ей убежать от неизвестных существ и если у неё получится выжить, то она сможет возвратиться в дом к друзьям. Через некоторое время этот незнакомец сам наведывается в домик к героям и рассказывает напуганным студентам, что на горе обитают вендиго — сверхъестественные существа, которые когда-то были людьми, но после поедания человечины стали одержимы злыми духами и превратились в кровожадных монстров. Крис чувствует свою вину за Джоша и несмотря на небезосновательные протесты незнакомца о том, что Джош уже не жилец, отправляется вместе с последним к Джошу. Когда они приходят к сараю, то не находят его и на них нападает вендиго, который обезглавливает незнакомца и преследует Криса. От действий игрока будет зависеть жизнь Криса. В любом случае все спустятся в подвал, откуда Майк отправится в психиатрическую лечебницу, чтобы найти ключ от канатной дороги, который находится у Джоша. В лечебнице герой будет преследоваться шахтёрами-вендиго. После нескольких стычек с вендиго, Майк взрывает психиатрическую лечебницу, где ему помогает отбиться от оставшихся врагов подоспевшая Сэм.
После того как Сэм пересекается с Майком, они находят в шахтах ослабленного Джоша, страдающего сильными галлюцинациями. Джош отдаёт им ключ от канатной дороги, но внезапно на него нападает вендиго, которым является Ханна (жизнь Джоша зависит от нахождения в игре улик). Именно Ханна утащила Джесс в шахты, обрушила радиовышку, преследовала Эмили и Криса и убила незнакомца. Мэтт и Джессика (если они выжили) находят друг друга в шахте и скрываются от Ханны по дороге на поверхность. Майк и Сэм возвращаются в коттедж, чтобы встретиться с другими оставшимися в живых, но в дом проникают вендиго, среди которых есть и Ханна. В результате схватки с вендиго происходит утечка газа, а Сэм или Майк (в зависимости от действий игрока) поджигают его, что приводит к взрыву и убийству всех, кто находится в домике. После взрыва прилетают спасательные вертолёты, которые забирают тех, кто остался в живых. Над горизонтом появляется солнце, заслонённое обломками коттеджа и деревьями.
В титрах показываются время и сцены гибели персонажей, а выжившие герои дают интервью об инциденте полиции и предупреждают их о существах в шахтах. Если Джош выживет, то игроку покажут, что он превратился в вендиго и поедает голову незнакомца. Если по крайней мере один герой выживет, Джоша обнаружат двое сотрудников полиции и он нападает на них. Если никто не выжил, то Джош искоса посмотрит на игрока.

## Разработка

### Как игра для PlayStation Move

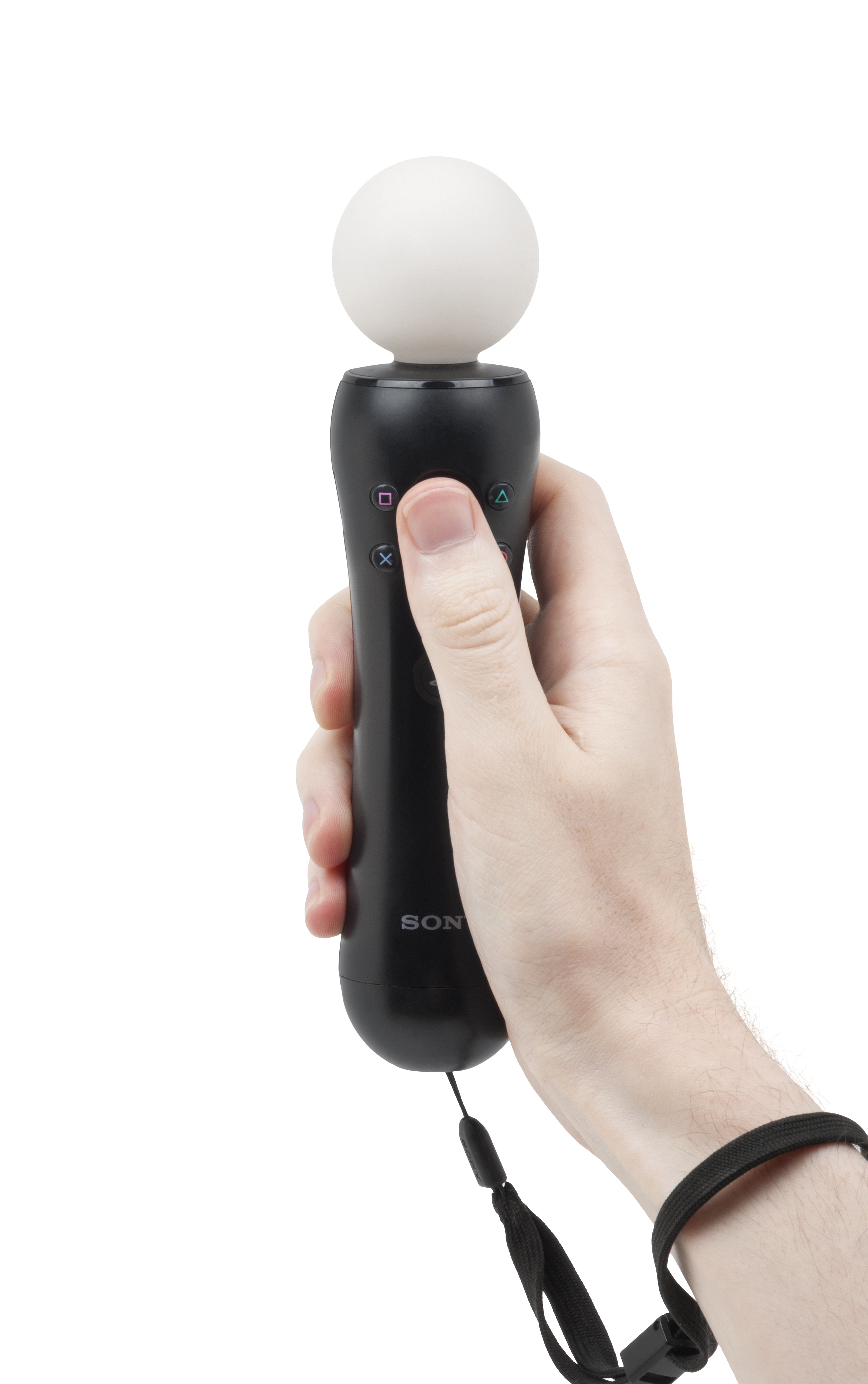
Изначально игра разрабатывалась для контроллеров PlayStation Move к PlayStation 3

Разработка игры началась в 2010 году под руководством британской компании Supermassive Games. Креативным директором игры выступил Уилл Байлс, который присоединился к студии в том же году. Сотрудники компании рассматривали идею новой игры с поддержкой контроллера PlayStation Move для приставки PlayStation 3, в которой в отличие от прошлых игр Supermassive, таких как Start the Party!, больше внимания бы уделялось повествованию. Предполагаемая игра должна была быть ужастиком, напоминающим фильмы в жанре слэшер, и предназначаться для молодой аудитории, которую издатель Sony Computer Entertainment привлёк бы с помощью Move. Supermassive Games привлекла к работе по написанию сценария игры американских авторов Ларри Фессендена и Грэма Резника, работавших ранее над фильмами ужасов. Байлс принял их на работу, поскольку считал, что британские сценаристы пишут в «провинциальной» манере, неуместной для жанра игры.
Первоначально Until Dawn была эксклюзивом для PlayStation Move, что означало, что пользователям необходимо было бы приобрести контроллер, так как перемещение в игре осуществлялось только с помощью Move. Перемещая игровой контроллер, игрок управлял движением фонарика, который держат персонажи, во время исследования локации с видом от первого лица. PlayStation Move дополнительно мог использоваться для взаимодействия с объектами и решения головоломок. Также в этой версии игры игроки могли использовать огнестрельное оружие.
В 2012 году во время проведения выставки Gamescom был показан отрывок игры, получивший положительный отклик от игрового сообщества. По словам Байлса, восторженные отзывы были вызваны уникальным стилем игры, который был воспринят как «более свежий» в сравнении с аналогичными играми других студий. Однако при этом пользователи были недовольны эксклюзивностью игры для PlayStation Move; большинство игроков не хотели покупать контроллер. На тот момент Until Dawn находилась на стадии альфа-разработки. Байлс экспериментировал с игровой камерой и пришёл к выводу, что необходимо изменить обзор на вид от третьего лица. Это позволило бы сделать игровой процесс более «кинематографическим». Кроме того, в связи со скорым выходом новой игровой приставки, Байлс решает изменить платформу с PlayStation 3 на PlayStation 4, что позволит расширить игровой контент и улучшить качество внутриигровых анимаций. По словам Эшли Рид из GamesRadar, изменения в геймплее дали больше «свободы для того, чтобы позволить раскрыться личностям персонажей, операторской работе и игровому окружению». Большинство персонажей были заново сыграны; по мнению Бретта Далтона, пересъёмка была проведена для того, чтобы привлечь к проекту более известных актёров.
Для захвата движения команда сотрудничала с компаниями Cubic Motion и 3Lateral. При разработке использовался движок Decima, созданный студией Guerrilla Games, в котором пришлось переработать систему освещения. Несмотря на использование вида от третьего лица, в игре применяется статичный угол обзора камеры, похожий на таковой в ранних играх серии Resident Evil. Изначально команда разработчиков была против использования такого ракурса, поскольку дизайнеры посчитали подобную камеру «архаичной». Однако Байлс и художник-постановщик игры Ли Робинсон нарисовали раскадровки, чтобы доказать, что каждый ракурс камеры имеет сюжетную мотивацию и его расположение не является случайным.

### Игровой процесс и сюжет
«Помню, у меня был спор с одним из наших геймдизайнеров. Он утверждал, что людям будет скучно, если коридор в игре будет слишком длинным. Я напомнил ему о Silent Hill 2, где вы идёте по такому коридору, кажется, минут 20, и всё это время ничего не происходит. Но при этом напряжение просто фантастическое».
Для повышения ответственности игрока за совершённые им действия, команда разработала систему, получившую название «эффект бабочки». Каждый выбор, который игрок делает в игре, помогает сформировать сюжет и в конечном итоге приведёт к различным концовкам. Уилл Байлс заявил, что «все персонажи могут выжить или погибнуть в любом порядке и различными способами», что приведёт к множеству вариантов развития сюжета. По его мнению, это побудит людей перепроходить игру, чтобы узнать больше о сюжете. Динамическая система выбора и последствий была создана под влиянием игры Heavy Rain от французской студии Quantic Dream. Для создания сюжета Supermassive Games разработала программное обеспечение, которое регистрировало каждый выбор в игре. Байлс описал его как набор «узлов», позволяющих команде отслеживать развитие истории, которую они собирались рассказать. Однако из-за разветвлённого характера игры, каждый раз, когда команда хотела изменить детали повествования, сценаристам необходимо было изучить возможное влияние изменений на последующие события. Разработчики старались избегать существенных переработок сюжета и вместо этого сосредоточились на корректировке темпа и режиссуре игры.
Строгая система автоматического сохранения игры была разработана, чтобы быть «императивной», а не «карательной». По словам Байлса, даже если персонаж умер, история не закончится, пока не наступит финал, а некоторые персонажи могут и не умереть, несмотря на то что на их смерть намекают. Некоторые сюжетные ходы были задуманы как неявные и косвенные, для того чтобы сюжет разворачивался постепенно. Байлс признал этот замысел «рискованным», сказав, что он может разочаровать обычных игроков, при этом добавив, что он усиливает элементы хоррора в игре. Темп Until Dawn был вдохновлён играми Resident Evil и Silent Hill, в которых присутствуют спокойные эпизоды без встречи с врагами, что помогает усилить игровое напряжение. По словам дизайнера игры Тома Хитона, неудачное выполнение QTE-задания или один неверный выбор не приведёт к смерти персонажа, но при этом отправит его на «более трудные и коварные пути».
Байлс описал игру как «бойкую» и «пошлую», отметив, что сюжет и атмосфера похожи на типичный подростковый фильм ужасов. Until Dawn была вдохновлена рядом классических фильмов; разработчики обратили внимание на шаблоны и штампы фильмов ужасов, которые могут быть использованы в игре. Среди этих фильмов были «Психо», «Призрак дома на холме», «Изгоняющий дьявола», «Хэллоуин», «Полтергейст», «Зловещие мертвецы 2» и «Заклятие». Ларри Фессенден и Грэм Резник написали сценарий объёмом почти 10 000 страниц. Игровые персонажи были задуманы как типичные герои фильмов ужасов, но в дальнейшем, по мере развития сюжета, они проявляли более глубокие черты характера. Сценаристы посчитали, что, в отличие от фильмов, в играх можно использовать спокойные эпизоды, чтобы персонажи могли выразить свои внутренние чувства. Поскольку в игре акцент делается на решении игрока, он больше не сможет «посмеиваться» над решениями персонажей, потому что он должен принимать эти решения самостоятельно. Это позволит игроку сопереживать персонажам и делать каждую их смерть более опустошающей. Диалоги в Until Dawn были значительно сокращены, после того как команда приступила к использованию технологии захвата движения, которая упростила повествование посредством актёрской игры. Сюжет был написан нелинейно, при этом восьмая глава была завершена первой, что привело к некоторым несоответствиям в сюжете.
Команда разработчиков хотела пробудить в игроке страх и добиться в игре нужной пропорции ужаса и отвращения. В наибольшей степени студия использовала ужас, который Байлс описал как «боязнь невидимой угрозы». Чтобы измерить уровень испуга игроков во время прохождения Until Dawn и убедиться в том, что игра страшная, команда использовала результаты анализов кожно-гальванической реакции тестировщиков. Байлс охарактеризовал Until Dawn как игру, которая вернула «ужас к его истокам»; в отличие от многих конкурентов, акцент в ней сделан на напряжении, а не на действии.

### Музыка

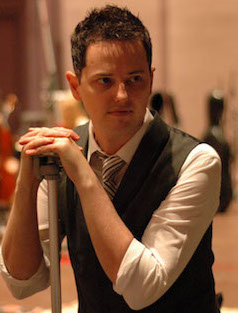
В качестве композитора игры выступил Джейсон Грейвс

Джейсон Грейвс начал работать над музыкой Until Dawn в 2011 году. Процесс записи трёх оркестровых партий продолжался в течение года. Для того чтобы получить чёткое представление о характере саундтрека, Грейвс в течение трёх часов беседовал с звукорежиссёром игры Барни Праттом. Сначала Грейвс написал главную музыкальную тему игры, которая отражала то, к чему стремилась команда, и использовал её в качестве демозаписи для Supermassive Games. Музыка была динамичной; она становилась громче, когда персонаж приближался к месту угрозы. Создавая композиции для игры, Джейсон смешивал мелодичные и атонические звуки. Музыка была написана под влиянием творчества Кшиштофа Пендерецкого и Джерри Голдсмита. В игре использовались тонально расплывчатые мотивы, отражающие загадочный сюжет игры.
Поскольку «эффект бабочки» является важной механикой игры, Грейвс использовал методику монтажа музыки для кино. Он разделил каждый трек на сегменты и попросил оркестр сыграть его по частям. Затем он обработал записи и представил их вариации в студии. Для создания «горного эффекта» в многих ключевых композициях Грейвс использовал связку из козьих копыт. Также в своей работе он активно использовал синтезаторы, отдавая дань уважения творчеству Джона Карпентера. За три оркестровых сессии было записано всего 30 минут музыкальных композиций игры. Это было связано с тем, что большая часть времени была потрачена на запись 8-10 часов различных звуков и мелодий, которые Грейвс позже комбинировал, чтобы вызвать разнообразные эмоции игроков в определённых сценах. Игровой движок Decima был запрограммирован так, чтобы определять, как музыка будет звучать в зависимости от выбора игроков в игре. Продолжительность саундтрека игры составила почти 15 часов. Заглавную песню «O Death» исполнила Эми Ван Рокель.

### Релиз и маркетинг
Until Dawn была официально анонсирована в 2012 году на выставке Gamescom и планировалась к выходу для PlayStation 3 в 2013 году. Однако, позже появились слухи, что Sony отменила игру, но генеральный директор Supermassive Games Пит Сэмюэлс опроверг их. В 2014 году игра была вновь представлена на Gamescom. Sony не занималась активным продвижением Until Dawn; большая часть маркетинговых мероприятий была направлена на продвижение сторонних игр, таких как Destiny. 31 июля 2015 года Sony подтвердила, что игра ушла «на золото», что означает её готовность к производству для розничной торговли.
Релиз игры состоялся в августе 2015 года для PlayStation 4, спустя два года после её предполагаемого выхода. Игроки, оформившие предварительный заказ, получили бонусную миссию с участием Мэтта и Эмили. Помимо стандартного издания игры, для покупки были доступны расширенное издание и Steelbook Edition. В японской версии сцены смерти были подвергнуты цензуре. В конце октября 2015 года Supermassive провела ограниченное по времени мероприятие, посвящённое Хэллоуину, в ходе которого в игру были добавлены 11 тыкв в качестве коллекционных предметов. В июле 2017 года Until Dawn стала временно бесплатной игрой месяца на PlayStation 4, доступной по подписке PlayStation Plus. 31 января 2024 года на шоу State of Play было объявлено, что в 2024 году состоится релиз ремейка Until Dawn для Windows и PlayStation 5, разрабатываемый студией Ballistic Moon. Выход игры состоялся 4 октября 2024 года.

## Восприятие

### Отзывы критиков

#### Оригинальная игра
| Сводный рейтинг       | Сводный рейтинг |
| Агрегатор             | Оценка          |
| --------------------- | --------------- |
| GameRankings          | 80,36 %         |
| Metacritic            | 79/100          |
| OpenCritic            | 79/100          |
| «Критиканство»        | 84/100          |
| Иноязычные издания    |                 |
| Издание               | Оценка          |
| Destructoid           | 7/10            |
| EGM                   | 8/10            |
| Game Informer         | 9/10            |
| GameRevolution        | [ 62 ]          |
| GameSpot              | 8/10            |
| GamesRadar+           | [ 63 ]          |
| GameTrailers          | 8,5/10          |
| Hardcore Gamer        | [ 17 ]          |
| IGN                   | 7,5/10          |
| Polygon               | 6,5/10          |
| Push Square           | [ 67 ]          |
| The Daily Telegraph   | [ 68 ]          |
| VideoGamer            | 8/10            |
| Русскоязычные издания |                 |
| Издание               | Оценка          |
| 3DNews                | 9/10            |
| «IGN Россия»          | 7,5/10          |
| PlayGround.ru         | 8,8/10          |
| Riot Pixels           | 85/100          |
| StopGame.ru           | Изумительно     |
| «Игромания»           | 8/10            |
| «Игры Mail.ru»        | 8/10            |
| «Канобу»              | 8/10            |
| «НИМ»                 | 8,4/10          |

Игра Until Dawn получила в целом положительные оценки игровых ресурсов. Игра получила 80,36 % на сайте GameRankings, основываясь на 72 рецензиях, и 79 баллов из 100 возможных на сайте Metacritic, основываясь на 103 рецензиях.
Джефф Марчиафава из Game Informer отметил, что Supermassive Games «отполировала формулу [приключенческой игры] до блеска AAA-проекта». Ему понравилась идея использования системы «эффекта бабочки», поскольку некоторые решения существенно влияют на сюжет игры. Джессика Васкес из GameRevolution назвала систему «приятным ограничением», поскольку игрок не будет знать о последствиях своего выбора до тех пор, пока не дойдёт до финала. Молли Л. Паттерсон из Electronic Gaming Monthly считает, что «эффект бабочки» является «фантастическим» нововведением, которое, однако, так и не смогло полностью раскрыть свой потенциал. Крис Картер из издания Destructoid назвал систему «причудливой» в связи с тем, что выбор в игре не оказывает существенного влияния на сюжет. Луиза Блейн из GamesRadar посчитала, что большинство решений, которые игрок принимает в первой половине игры, лишены смысла, однако, отметив, что во второй половине игры эта проблема становится менее заметной. Филип Коллар из Polygon с пониманием отнёсся к решению Supermassive Games не использовать ручное сохранение, хотя и счёл его карающим, поскольку случайная ошибка при выполнении QTE может привести к смерти персонажа.
Картеру понравилась проработка игрового мира, который, по его словам, является масштабным и интригующим. Он высоко оценил игру актёров, особо отметив игру Петера Стормаре в роли доктора Хилла и сцены между эпизодами, которые по мере прохождения игры становятся всё более волнительными. При этом Коллар отметил, что актёрской игре мешает несовершенство технологии motion capture. Алекса Рэй Корриа из редакции GameSpot похвалила игру за «разветвлённое повествование с десятками возможных вариантов развития событий», достойную игру актёров, а также за «действительно значимые решения, которые определяют дальнейшее содержание игры, прекрасно вписывающихся в формат хоррора» и интересные повторные прохождения. Марчиафава высоко оценил захватывающий сюжет игры; он похвалил разработчиков за успешное использование клише из фильмов ужасов и внесение дополнительных новшеств в их привычную формулу. И Марчиафаве, и Дину Такахаси из VentureBeat понравились персонажи, которые демонстрируют настоящий личностный рост по ходу развития сюжета. Иван Бышонков из 3DNews назвал сюжет шаблонным, однако отметил, что «ветвление истории и действительно непредсказуемые последствия совершаемых действий делают игру крайне интересной интерактивной драмой». Дмитрий Кунгуров из StopGame похвалил Until Dawn за «изумительную графику и мощную реиграбельность», по его мнению «в игре можно найти недостатки, но, право слово, не хочется». Блейн и Паттерсон назвали игру «любовным письмом» к фильмам ужасов, причём Паттерсон отметила сходство игры с «подростковым слэшером категории B». Эндрю Вебстер из The Verge согласился с её мнением, сказав, что игра сочетает в себе элементы как фильмов ужасов, так и компьютерных игр, и объединяет их в «ужасающий игровой опыт». Он добавил, что контроль игрока над событиями делает Until Dawn «особенной». Владимиру Горячеву из Riot Pixels понравилась реиграбельность игры за счёт «отличной проработки нелинейного повествования». Люси О’Брайен из IGN отметила, что в первой половине игры, Until Dawn «упивается идиосинкразическим идиотизмом жанра слэшеров», но при этом строгое следование жанровым шаблонам разбавляет пугающие игровые эпизоды. Вместе с этим О’Брайен подвергла критике управление и QTE-элементы, которые, по её мнению, порой были слишком скучными. Коллару не понравился сценарий игры, по его словам, Until Dawn полон «неуклюжих сокращений, долгих моментов непреднамеренно уморительной тишины и перескакивания с одной сцены на другую без какой-либо попытки удержания интереса игрока».
Картер назвал геймплей Until Dawn неизобретательным, однако, критики в целом согласились с тем, что QTE-события хорошо проработаны, так как помогают игрокам погрузиться в игру; Рэй Корриа назвала моменты, в которых необходимо удерживать контроллер как можно неподвижнее, одним из способов воздействия на игрока, который ещё больше усиливает напряжение. Паттерсон назвала игровой процесс стандартным; ей понравились QTE-моменты, по её мнению, они соответствуют общей атмосфере и теме игры. При этом Паттерсон раскритиковала неудобное управление и предположила, что это может быть связано с тем, что игра создавалась как эксклюзив для PlayStation Move. Рэй Корриа была огорчена линейностью игры и отсутствием взаимодействия игрока с окружением, по её мнению, это портит игровой сеттинг. Блейн высоко оценила спокойные эпизоды игры, в которых персонаж просто ходит и исследует окружение, а также фиксированные ракурсы камеры, которые усиливают напряжение и страх игрока. Горячев, напротив, был недоволен фиксированными углами обзора, из-за которых игрок может пропустить важный предмет.
Дизайн уровней и разнообразие локаций были высоко оценены критиками, а коллекционные предметы были признаны важными элементами игры, поскольку дают игроку возможность узнать о вероятных дальнейших событиях в игре.

#### Ремейк
| Сводный рейтинг    | Сводный рейтинг          |
| Агрегатор          | Оценка                   |
| ------------------ | ------------------------ |
| Metacritic         | (PC) 72/100 (PS5) 69/100 |
| Иноязычные издания |                          |
| Издание            | Оценка                   |
| IGN                | 5/10                     |
| PC Gamer (US)      | 75/100                   |
| Push Square        | [ 84 ]                   |
| The Games Machine  | 6,1/10                   |
| VG247              | [ 86 ]                   |
| HobbyConsolas      | 79/100                   |
| MeriStation        | 7,2/10                   |

По данным сайта Metacritic, ремейк получил смешанные отзывы от рецензентов. Критики положительно оценили графические улучшения и дополнительные сюжетные сцены, однако остались недовольны высокой стоимостью игры и проблемами с производительностью.
Сэмми Баркер из Push Square счёл улучшения в ремейке привлекательными, но раскритиковал отсутствие мотивации для прохождениям владельцам оригинальной игры и нестабильную производительность по сравнению с оригиналом. Борха Руете из MeriStation похвалил изменения в геймплее, в то время как Ребекка Джонс из VG247 и Тристан Огилви из IGN сочли, что новых геймплейных особенностей недостаточно. В своей рецензии Огилви также упомянул новую мини-игру с тотемами, которая не произвела на него впечатления. Джонс и Эйми Харт из Rolling Stone положительно отозвались о дополнительных настройках для пользователей с ограниченными возможностями. Альберто Ллорет из HobbyConsolas высоко оценил новую концовку и дополнительные сюжетные линии, а также отметил, что уровень детализации персонажей и окружения является одним из лучших аспектов ремейка. Среди недостатков он выделил неровный геймплей, продолжительность и визуальные ошибки.
Рецензенты высоко оценили сюжет, героев, постановку и элементы хоррора. Марко Раветто из The Games Machine отметил, что ремейк сохранил крепкую структуру повествования и увлекательные сюжетные линии персонажей оригинальной игры, а также выразил восхищение улучшенной графикой. Однако он раскритиковал отдельные сюжетные элементы, новый угол обзора камеры, отсутствие многопользовательского режима и существенных игровых нововведений. Огилви и редактор Shacknews Уилл Боргер высказали мнение, что новая игровая камера от третьего лица сделала игру менее «кинематографичной» по сравнению с оригиналом. Боргер заявил, что ремейк сохранил захватывающий сюжет и сильную постановку оригинала, но раскритиковал удаление быстрой ходьбы у персонажей и неудобное управление, назвав его «ненужной, технически ужасной переделкой». Дуэйн Дженкинс из Vice также раскритиковал ремейк за его ненадобность, плохую производительность на персональных компьютерах и неоправданную дороговизну без добавления существенного нового контента. Однако он положительно оценил хорошее сюжетное повествование и персонажей игры. Александр Чатзиоанну из PC Gamer, как и другие рецензенты, заявил, что технические проблемы ремейка и новый контент не оправдывают его цену, но в игре присутствует хороший баланс юмора и ужасов, который, вместе с увлекательным повествованием и хорошо прописанными персонажами, делает её по-прежнему «идеальным интерактивным фильмом ужасов».
Руете и Ллорет отметили проблемы с лицевой анимацией, которая «склонна к излишней экспрессии». Джонс назвала движения персонажей неуклюжими, и это мнение поддержал Огилви, который счёл движения героев неповоротливыми.

### Продажи
По данным компании Chart-Track, Until Dawn стала второй самой продаваемой игрой в Великобритании за первую неделю после выхода, уступив только Gears of War: Ultimate Edition. Кроме того, она стала седьмой самой продаваемой игрой в США и самой популярной игрой на YouTube в августе 2015 года. В Японии игра заняла шестое место в списке самых продаваемых игр недели, разойдясь тиражом 17 472 экземпляра. Выход Until Dawn, а также игры Dragon’s Dogma Online способствовал небольшому росту продаж PlayStation 4.
Sony была удивлена реакцией критиков на игру и количеством игроков, публикующих видео о ней или транслирующих её на YouTube. Сюхэй Ёсида, президент SCE Worldwide Studios, назвал Until Dawn «неожиданным хитом». Генеральный директор Supermassive Games Пит Сэмюэлс добавил, что игра превзошла ожидания компании, хотя точные цифры продаж при этом не были объявлены.
В первую неделю после выхода ремейк занял 14-е место в списке самых продаваемых игр в Великобритании. На момент выхода пиковое количество одновременных игроков в Steam составило 2607 человек, что сделало ремейк одной из самых медленно продаваемых игр Sony на этой площадке наряду с Concord и Sackboy: A Big Adventure.

### Награды
| Год  | Награда                                        | Категория                         | Результат | Ссылка          |
| ---- | ---------------------------------------------- | --------------------------------- | --------- | --------------- |
| 2015 | Golden Joystick Awards                         | Игра года для PlayStation         | Номинация | [ 101 ]         |
| 2015 | The Game Awards                                | Лучшее игровое повествование      | Номинация | [ 102 ]         |
| 2015 | Global Game Awards                             | Лучшая игра в жанре «Ужасы»       | Победа    | [ 103 ]         |
| 2015 | Global Game Awards                             | Лучшая оригинальная игра          | Номинация | [ 103 ]         |
| 2016 | New Statesmen’s Top 10 Video Games of 2015     | Лучшая игра                       | Номинация | [ 104 ]         |
| 2016 | Hardcore Gamer’s Best of 2015                  | Лучшая приключенческая игра       | Номинация | [ 105 ]         |
| 2016 | PlayStation Blog’s Best of 2015                | Лучшая игра для PlayStation 4     | Номинация | [ 106 ] [ 107 ] |
| 2016 | PlayStation Blog’s Best of 2015                | Лучший сюжет                      | Номинация | [ 106 ] [ 107 ] |
| 2016 | SXSW Gaming Awards                             | Награда за технические достижения | Номинация | [ 108 ] [ 109 ] |
| 2016 | National Academy of Video Game Trade Reviewers | Лучшая роль второго плана в драме | Номинация | [ 110 ]         |
| 2016 | National Academy of Video Game Trade Reviewers | Лучшее использование звука        | Номинация | [ 110 ]         |
| 2016 | British Academy Games Awards                   | Лучшая британская игра            | Номинация | [ 111 ]         |
| 2016 | British Academy Games Awards                   | Лучшие игровые инновации          | Номинация | [ 111 ]         |
| 2016 | British Academy Games Awards                   | Лучшая оригинальная игра          | Победа    | [ 111 ]         |
| 2016 | British Academy Games Awards                   | Лучший сюжет                      | Номинация | [ 111 ]         |

## Спин-офф и приквел
В 2015 году на конференции Paris Games Week компания Sony анонсировала спин-офф Until Dawn: Rush of Blood. Его разработка началась в середине процесса работы над оригинальной игрой. Until Dawn: Rush of Blood вышла на PlayStation VR 13 октября 2016 года. В июне 2017 года был анонсирован приквел к Until Dawn, получивший название The Inpatient. Его действие происходит в санатории Блэквуд за шестьдесят лет до событий оригинальной игры.

## Экранизация
В январе 2024 года Sony объявила о начале работы над экранизацией игры. Режиссёром проекта стал Давид Сандберг, а за сценарий отвечал Гари Доберман, который переработал первоначальный вариант, написанный Блэром Батлером. В июне 2024 года к проекту присоединились актёры Элла Рубин, Майкл Чимино, Ю Джи-ён и Одесса Эзайон. Позднее, в июле 2024 года, стало известно, что в актёрский состав также вошли Майя Митчелл, Белмонт Камели и Петер Стормаре, который вновь сыграет роль доктора Хилла. Съёмки фильма начались 5 августа 2024 года. Производством картины занимались студии Screen Gems и PlayStation Productions. Премьера фильма состоялась 25 апреля 2025 года. В киноадаптации концепция Until Dawn была переработана в формате фильма ужасов с элементами временной петли. По сюжету пятеро главных героев должны пережить ночь, сталкиваясь с различными угрозами. В случае их гибели активируется механизм перезагрузки, связанный с мистическими песочными часами, а повторная неудача приводит к их превращению в вендиго в рамках эксперимента доктора Хилла. Хотя центральная тема — исчезновение сестры — была сохранена, место действия, а также элементы игрового процесса, основанные на выборе и его последствиях, были значительно изменены. Фильм получил неоднозначную реакцию со стороны аудитории, чему способствовали спорные творческие решения и в целом умеренные оценки критиков.

### Комментарии
1. ↑  Ремейком игры для Windows и PlayStation 5 занималась студия Ballistic Moon.
2. ↑  Многочисленные ссылки:[82][84][85][86][87][88][89][90]